# Tropocyclops nananae
Tropocyclops nananae é uma espécie de crustáceo da família Cyclopidae.
É endêmica do Brasil.
Os seus habitats naturais são: pântanos, lagos de água doce.